# Celtic League
De Keltische Liga  is een politieke en culturele organisatie in de moderne Keltische naties van Ierland, Schotland, Wales, Bretagne, Cornwall en het Eiland Man. De Liga legt bijzondere nadruk op de inheemse Keltische talen. De verschillende namen van de vereniging zijn in de gebruikte talen: An Comann Ceilteach (Schots), Ar C'hevre Keltiek (Bretons), Yr Undeb Celtaidd (Welsh), An Conradh Ceilteach (Iers), An Kesunyans Keltek (Cornish) en An Commeeys Celtiagh (Manx). In het Engels heet de organisatie The Celtic League.

## Doelstellingen
Het fundamentele doel van de Keltische Liga is, als internationale organisatie, bij te dragen tot de strijd van zes Keltische naties om hun politieke, culturele, sociale en economische vrijheid te beveiligen of te winnen. Dit omvat: 
- "Bevorderende samenwerking tussen Keltische volkeren."
- "Het ontwikkelen van het bewustzijn van het speciale verband en de solidariteit tussen hen."
- "onze nationale strijd en verwezenlijkingen in het buitenland beter bekend te maken."
- "Een campagne voeren voor een formele vereniging van Keltische naties om plaats te vinden zodra twee of meer van hen zelfbestuur verkregen hebben."
- "Het bepleiten van het gebruik van de nationale middelen van elk van de Keltische landen ten voordele van al zijn mensen."
- "Elke Keltische natie wordt geconditioneerd door een verschillende geschiedenis; zodoende moeten wij geen uniformiteit van gedachte verwachten, maar in plaats daarvan diversiteit binnen de Keltische Liga toestaan. Op deze wijze kunnen wij die gebieden van mogelijke samenwerking beter erkennen en uiteindelijk een gedetailleerd gemeenschappelijk beleid formuleren. Daardoor kunnen wij uitwerken welk soort relaties tussen onze gemeenschappen hen zal toelaten om van vrijheden op zowel individueel als communautair niveau te genieten."

Met andere woorden poogt de Keltische Liga de diverse onafhankelijkheidsbewegingen van deze volkeren samen te brengen. Vaak spelen de taal en de culturele organisaties een rol. Er bestaat wat variatie in de opvatting van deze doelstellingen, die varieert van algemene vergaderingen tot het streven naar een daadwerkelijke federatie volgens de lijnen van  de Noordse Raad. De Keltische Liga voert eveneens campagne voor een vereniging van Ierland, en de terugkeer van het departement Loire-Atlantique naar Bretagne. In de loop van de jaren, heeft de Keltische Liga constant voor de ondersteuning van de talen in de Keltische Landen, en voor de terugkeer van oude artefacten campagne gevoerd, die vanuit de Keltische landen naar musea buiten deze gebieden worden verwijderd. Deze campagnes worden geleid op diverse manieren.

## Takken
De zes belangrijke takken worden gewoonlijk aangeduid door middel van de naam van het land in de lokale Keltische taal; bijvoorbeeld, Ierland is gekend als Éire, Schotland als Alba, Wales als Cymru , Bretagne als Breizh , Cornwall als Kernow  en Man als Mannin. Er is ook een internationale tak, en anderen gebaseerd in de VS en Londen. Er was eveneens een tak op Cape Breton in Canada, waar nog steeds een kleine Schotstalige gemeenschap bestaat. Pogingen om takken op te zetten in Australië, en de Chubut-vallei in Patagonië, (waar er een Welshtalige gemeenschap bestaat) mislukten.

## Tijdschriften
De Keltische Liga publiceert een driemaandelijks tijdschrift, Carn, om deze doelstellingen te benadrukken en te bevorderen. De artikelen worden uitgebracht in zes levende Keltische talen, waaronder Manx en Cornisch, en Engels. De omslag van het tijdschrift is een kaart van de zes Keltische landen met hun namen ernaast. In het verleden zijn eveneens artikelen in het Frans verschenen. Vele jaren beweerde Carn de enige regelmatige publicatie te zijn die alle zes overlevende Keltische talen vertegenwoordigt. De Keltische Liga's Amerikaanse tak (CLAB) drukt zijn eigen driemaandelijks bulletin — Zes Naties, Één Ziel, dat nieuws van de activiteiten en de gebeurtenissen van de tak binnen de Keltische gemeenschappen in de Verenigde Staten verstrekt —, publiceert brieven van leden en overzichten van boeken en opnamen van Keltisch belang. Ze verspreidt ook haar eigen kalender elk jaar, met kunst van leden, aangewezen citaten en verjaardagen. Andere takken hebben hun eigen tijdschriften van tijd tot tijd gepubliceerd, maar weinigen daarvan was een lang leven beschoren.

## Geschiedenis
Opgericht in 1961, kwam de huidige Keltische Liga uit verschillende andere pan-Keltische organisaties voort, in het bijzonder het Keltisch Congres, maar met een politieker nadruk. Eerder hadden Hugh MacDiarmid en anderen iets volgens dezelfde lijnen voorgesteld. Dit begon bij de Nationale Eisteddfod van 1961 die werd gehouden bij Rhosllanerchrugog nabij Wrecsam in het noordoosten van Wales. Twee van de medeoprichters waren Gwynfor Evans en J E Jones, die respectievelijk voorzitter en secretaris-generaal van Plaid Cymru waren. Schotse partijen gaven eveneens blijk van belangstelling, alsook twee prominente Bretonse immigranten, Yann Fouéré en Alan Heusaff. De Keltische Liga, Amerikaanse tak (CLAB), werd opgericht in New York in 1974. Ze speelt evenwel slechts een kleine rol.

### De opmerkelijke leden en de vroegere leden
Enkele opmerkelijker voormalige en huidige leden van de Keltische Liga zijn geweest: Plaid Cymru-stichter Gwynfor Evans, Alan Heusaff, de historicus en schrijver Peter Berresford Ellis, schrijver Bernard Le Nail en Winnie Ewing van de Scottish National Party.

## De politieke status van de landen
De politieke status van de diverse landen verschilt sterk. Zowel het Verenigd Koninkrijk als Frankrijk waren traditioneel zeer gecentraliseerde staten (en vooral Frankrijk). De volgende Keltische naties hebben een zekere mate van autonomie, hoewel Ierland nog in twee delen verdeeld is:
- Republiek Ierland - onafhankelijk.
- Noord-Ierland - onder de Goedevrijdagakkoorden van 1998 werd  autonomie verleend op basis van een machtsdeling tussen unionisten en nationalisten. Na een opschorting in 2002  werd in 2007 de Home Rule hersteld.
- Man - een Britse afhankelijkheid van de Kroon buiten het Verenigd Koninkrijk en de EU; naar men kan opperen het oudste ononderbroken parlement ter wereld, en zeker ouder dan Westminster.
- Schotland - heeft zijn eigen Parlement sinds 1999.
- Wales - heeft zijn eigen volksvertegenwoordiging sinds 1999.

Er is ook een campagne voor een Cornisch parlement. In 2000 lanceerde de Constitutionele Overeenkomst van Cornwall de verklaring voor een campagne voor de assemblee van Cornwall. In minder dan twee jaar ondertekenden meer dan 50 000 mensen het verzoek van de Assemblee, en Lord Whitty erkende in het Hogerhuis dat Cornwall een „speciaal geval“ voor decentralisatie is; tijdens een bezoek aan Cornwall zei John Prescott dat "Cornwall de sterkste regionale identiteit in het Verenigd Koninkrijk" heeft. Aldus bevinden zich drie van de landen volledig binnen het Verenigd Koninkrijk, één gedeeltelijk, en een ander is een Brits gebiedsdeel. Bretagne maakt deel uit van de Franse staat, en heeft geen autonomie.